# Dansebakken ved Sorgenfri
Dansebakken ved Sorgenfri er et oliemaleri af Jens Juel fra cirka 1800. Maleriet blev købt i 1994 til Statens Museum for Kunst for 3.500.000 kr. på auktion hos Bruun Rasmussen Kunstauktioner.
I slutningen af 1700-tallet var det populært at tage på udflugt ud af København til Dansebakken ved Sorgenfri Slot. Her foreviget af Jens Juel.